# Choctaw County, Mississippi
Choctaw County är ett administrativt område i delstaten Mississippi, USA. År 2010 hade countyt 8 547 invånare. Den administrativa huvudorten (county seat) är Ackerman.

## Geografi
Enligt United States Census Bureau har countyt en total area på 1 087 km². 1085 km² av den arean är land och 2 km² är vatten.

### Angränsande countyn
- Webster County - norr
- Oktibbeha County - öster
- Winston County - sydost
- Attala County - sydväst
- Montgomery County - väster